# ГАЗ-03-30
ГАЗ-03-30 — советский автобус малого класса на шасси грузовиков ГАЗ-АА и ГАЗ-ММ. Выпускался на автобусном филиале ГАЗа (с 1946 — ГЗА). Годы производства: 1933—1941 и 1945—1950. Всего произведено 18613 автобусов.
С 1936 года производились армейские трёхосные (6×4) модели ГАЗ-05-193 (штабной) и ГАЗ-05-194 (санитарный) на шасси ГАЗ-ААА.

## Конструкция
Служебный автобус ГАЗ-03-30 представлял собой двухосный автомобиль с автобусным кузовом, вместимостью 17 человек, не включая шофёра. Кузов имел деревянный каркас с деревометаллической обшивкой. Он изготавливался из древесины твёрдых пород или берёзы, а снаружи боковые стенки обивались стальным листом толщиной 1 мм, задняя — толщиной 0,6 мм. Кузов был трёхдверным: передняя боковая правая, предназначалась для входа и выхода пассажиров и была снабжена контроллером в виде длинного рычага с ручкой, позволявшего водителю открывать и закрывать дверь по мере надобности; передняя боковая левая была водительской, а задняя — запасной.
Для водителя была выделена кабина, имевшая отдельную дверь и снабженная мягким сиденьем со спинкой. Подушка сиденья использовала пружины, в то время как спинка пружин не имела, однако отличалась достаточной мягкостью. Такую же конструкцию повторяли и пассажирские кресла. Помимо водительской, в кузове были ещё две двери. Входная, пассажирская, снабженная механическим затвором, с внутренней стороны имела ручку для открывания и закрытия. Дверь кабины водителя — лимузинного типа — оборудовалась поднимающимся боковым стеклом. Третья, запасная, дверь находилась в задней части автобуса и служила для аварийной эвакуации пассажиров. В кузове имелись 9 окон, 6 из которых могли открываться. В целях предохранения деревянного каркаса кузова от гниения в него были введены 12 вентиляционных решёток, расположенных под крышей над стойками окон. Ветровая рама кабины водителя могла подниматься, она крепилась на двух стойках и снабжалась вакуумным стеклоочистителем. Кузов изнутри освещался пятью плафонами с лампочками по 15 ватт. У автобуса был только передний бампер. В верхней части кузова над ветровым стеклом устанавливался маршрутный фонарь, в котором размещались две лампы освещения маршрута по 25 ватт каждая. По обе стороны маршрутного фонаря располагались две створчатые вентиляционные решётки и два сигнальных фонаря с 10-ваттными лампочками. Крепление кузова осуществлялось болтами к кронштейнам, привинченным к раме автомобиля. Древесина, употреблявшаяся для каркаса кузова ГАЗ-03-30, должна была иметь влажность не более 12 %. В ветровую раму были вставлены стекла триплекс толщиной 4,5 мм без волн и желтизны, а в окна и двери — тройные бемские стекла.
Наружная отделка кузова автобуса ГАЗ-03-30 должна была иметь следующий вид: крыша и борта до пояса окрашивались в светло-жёлтый цвет; кузов ниже пояса, капот — в тёмно-синий, тёмно-зелёный или тёмно-красный. Крылья, кожух радиатора, фартук радиатора и диски колес — в чёрный или в цвет кузова ниже пояса. Брызговики и бампера — в чёрный. Внутри потолок и стены оклеивались дерматином, им же обивались подушки и спинки сидений шофёра и пассажиров. Раскладки окон и бортов протравливались и лакировались. Остальные поверхности покрывались масляной краской и лаком. Пол в проходе был выстлан специальной ковриковой резиной.
Автобусы послевоенных лет выпуска отличались упрощёнными угловатыми крыльями и прочими особенностями конструкции, аналогичными ГАЗ-ММ-В.

## Применение
Первый прототип автобуса под маркой ГАЗ-1 был построен 2 ноября 1932 г. В начале 1933 г. были созданы прототипы ГАЗ-2 и ГАЗ-3. Массовый выпуск начался в июле 1933 г. В месяц собирали по 15 автобусов. Они несли марку ГАЗ-3 или просто «автобус ГАЗ-АА».
В 1935 г. были созданы прототипы ГАЗ-13 и ГАЗ-13В с обтекаемыми кузовами. Предполагалось, что они заменят ГАЗ-3, но этого не произошло. С 1935 г. над фронтальной частью кабины ГАЗ-3 установили многофункциональную панель. В её назначение входили защита от дождя, освещение, вентиляция салона. В панель вкладывалась табличка-указатель маршрутов. Как правило, там указывали название завода или организации, к которой принадлежал автобус.
С 1937 г. кузов автобуса был укорочен на 15 см. В том же году автобус стал называться ГАЗ-03-30.
С 1938 г. вместо двух задних дверей ставили одну широкую. С того же года автобус получил агрегаты грузовика ГАЗ-ММ.
Во время войны выпуск автобусов был минимизирован — в 1942-44 гг. было собрано 28 машин, все они работали на заводе ГАЗ. В послевоенные годы выпуск был возобновлен, более того, именно в 1948-49 гг. и было выпущено наибольшее количество автобусов ГАЗ-03-30.
ГАЗ-03-30 был самым массовым отечественным автобусом довоенного периода и первых послевоенных лет, широко применялся не только как служебный и экскурсионный, но и как городской на регулярных маршрутах. На данный момент известно только о семи сохранившихся автобусах: один находится в Усть-Каменогорске (Казахстан), четыре — в Санкт-Петербурге, один в Москве и один во Владивостоке.
Число выпущенных автобусов по годам:
1933 — 213, 1934 — 530, 1935 — 503, 1936 — 509, 1937 — 458, 1938 — 1043, 1939 — 1634, 1940 — 1351, 1941 — 528, 1942 — 3, 1943 — 9, 1944 — 16, 1945 — 383, 1946 — 1278, 1947 — 1016, 1948 — 1740, 1949 — 2139, 1950 — 1655.

## Модификации
- ГАЗ-05-193 — штабная модификация на трёхосном шасси ГАЗ-ААА, выпускалась в 1936—1944 гг.
- ГАЗ-05-194 — санитарная модификация на трёхосном шасси ГАЗ-ААА, выпускалась в 1936—1944 гг.

## В игровой и сувенирной продукции
- в рамках проекта «Наш Автопром» вышли модели в масштабе 1/43: городской (жёлто-красный, жёлто-синий, жёлто-зелёный) и военный (хаки, тёмно-оливковый глянец, тёмно-оливковый матовый)
- в игре «ОMSI 2» есть модель автобуса ГАЗ 03-30